# Podoserpula
Podoserpula is een geslacht van schimmels behorend tot de familie Amylocorticiaceae. De typesoort is Podoserpula pusio.

## Soorten
Volgens Index Fungorum bevat het geslacht zes soorten (peildatum december 2023):
| Soortnaam                  | Auteur(s)                         | Publicatiejaar |
| -------------------------- | --------------------------------- | -------------- |
| Podoserpula ailaoshanensis | J.L. Zhou & B.K. Cui              | 2016           |
| Podoserpula aliweni        | Sand.-Leiva & Garnica             | 2021           |
| Podoserpula insignis       | (Cooke) J.A. Cooper               | 2023           |
| Podoserpula miranda        | Buyck, Duhem, Eyssart. & Ducousso | 2012           |
| Podoserpula pusio          | (Berk.) D.A. Reid                 | 1963           |
| Podoserpula tristis        | (D.A. Reid) J.A. Cooper           | 2023           |